# Peter Hederhielm
Peter Hederhielm (tidigare Hultéen), född 18 juli 1677 i Stockholm, död 26 november 1742 i Västerlösa församling, Östergötlands län, var en svensk militär och ämbetsman.

## Biografi
Peter Hederhielm föddes 1677 i Stockholm. Han var son till särbhusbokhållaren Peter Hult och Christina Steker. Hederhielm blev 6 juni 1700 auditör vid Svenska armen, 10 augusti 1720 autidör vid Smålands kavalleriregemente och tog avsked från tjänsten 17 maj 1707. Han blev 3 februari 1708 auskultant i Göta hovrätt, 13 februari 1708 extra ordinarie notarie i Göta hovrätt, 22 april 1708 tillförordnad häradshövding i Skåne och 13 oktober 1709 kapten vid Västgöta femmänningsinfanteriregemente. Hederhielm blev 4 februari 1710 överadjutant hos generallöjtnant Skytte, 22 oktober 1710 ryttmästare vid Norra skånska kavalleriregementet och 17 januari 1712 major vid östra skånska infanteriregementet, med konfirmerad fullmakt 30 april 1712. Han adlades 20 oktober 1712 till Hederhielm och introducerades 1719 i Sveriges Riddarhus som nummer 1467. Hederhielm blev 18 juli 1718 lagman i Eksjö läns lagsaga och 23 juni 1724 häradshövding i Kinda, Ydre, Valkebo och Vifolka häraders domsaga. Han avled 1742 på Mellansperringe i Västerlösa socken och begravdes i Viby kyrka.

### Familj
Hederhielm gifte sig 25 juli 1711 med Christina Sofia Bilberg (1689–1758), dotter till biskopen Johannes Bilberg i Strängnäs stift och Margareta Gartman. De fick tillsammans barnen Margareta Christina Hederhielm (1712–1786) som var gift med majoren Johan Henrik Nauckhoff, Hedvig Eleonora Hederhielm (1713–1717), Johan Hederhielm (1714–1714), Ulrika Sofia Hederhielm (1715–1803) som var gift med överkrigskommissarien Magnus Strålenhielm, Carl Fredrik Hederhielm (1718–1744), kammarrevisionsrådet Gustaf Otto Hederhielm (1720–1801), premiärlöjtnanten Per Gustaf Hederhielm (1722–1759) och Hedvig Eleonora Hederhielm (1728–1792).